# 日宇地域
日宇地域（ひうちいき）は、長崎県佐世保市中南部の地域である。旧東彼杵郡日宇村。「干海（ひうみ）」が地名の語源といわれる。岩陰遺跡（龍神洞穴）がある福石山、それを山号とする九州七観音の１つ清嵓寺がある。

## 住宅地開発
同地は1927年（昭和2年）に当時の東彼杵郡日宇村が佐世保市に編入されてからは、市街中心部への通勤者等が暮らすベッドタウン的な地域として発展した。第二次世界大戦後、現在の国道35号（日宇バイパス）の完成以降、卸団地の造成、黒髪町や大岳台・もみじが丘などの住宅地開発が進み、人口も増加した。

## 大型店舗
近年、国道沿いには工場跡地を再開発したジャスコシティ大塔（現イオン大塔ショッピングセンター）の開店をきっかけとして各種ロードサイド店舗が立ち並ぶようになっている。

## 地理
- 隠居岳
- 天神山
- 日宇川

## 町名
旧日宇村のうち現在佐世保地区として扱われる地区（旧福石免のうち大和町以外・崎辺免）は佐世保市の地名#旧日宇村(本庁地区分のみ)を参照されたい。
旧日宇村は1938年に町名設置が実施されている。なお、それぞれ免は佐世保市編入時に「日宇」を冠称している。
| 町名設置前 | 町名設置後                                                                       |
| ---------- | -------------------------------------------------------------------------------- |
| 日宇猫山免 | 黒髪町                                                                           |
| 日宇木場免 | 黒髪町、日宇町                                                                   |
| 日宇里免   | 白岳町、日宇町                                                                   |
| 日宇大塔免 | 大塔町                                                                           |
| 日宇福石免 | 稲荷町、大宮町、木風町、須田尾町、大黒町、東山町、藤原町、大和町、山祗町、若葉町 |
| 日宇崎辺免 | 天神町、東浜町                                                                   |

黒髪町（くろかみちょう）
日宇地区中央部の広大な町。町域は烏帽子岳～隠居岳連峰の鞍部にまで達する。戦時中に佐世保南高等学校の前身・佐世保中学校が移転。平野部は戦後に菫ヶ丘や桜ヶ丘などのニュータウンが開かれて人口が急増。山間部ではバラを筆頭に花卉栽培が盛んである。
白岳町（しらたけちょう）
丘陵地。戦前には海軍の弾薬庫が置かれた。丘陵にはさまれた谷にわずかな住宅地があり、海岸・日宇川沿いは町工場が展開する。通称「白岳工業団地」は、実際は川向かいの沖新町にある「沖新工業団地」を指している。
大塔町（だいとうちょう）
日宇村の最東端。町域は隠居岳中腹まで広がる。平野部のほとんどが江戸時代の干拓地。戦後は水田をつぶして工場を誘致していたが、平成期にはジャスコシティ大塔をはじめロードサイドショップが林立し、それにしたがってニュータウンも増えつつある。
日宇町（ひうちょう）
日宇駅周辺は旧国道沿いに商店が並ぶ。谷に沿って宅地が続き、最上段に日宇小学校・日宇中学校が位置する。南部の日宇バイパス沿いにはロードサイド店が並ぶが、他の地区に比べて入れ替わりが早い。
大和町（やまとちょう）
日宇川沿いには「白岳工業団地」の一角をなす大工場、国道沿いはロードサイド店、丘陵地は宅地と様相が異なる。天神山東麓まで町域が続いており、戸尾町から移転した佐世保中央病院も位置している。天神山東麓ではニュータウン建設も続行している。
卸本町（おろしほんまち）
大塔町北部の丘陵上に造成された「佐世保卸団地」の誘致にともない、1971年、大塔町より独立した。オフィスや貨物ターミナルにとどまらず、付属して造成された卸本町ニュータウンも含む。県警アパートも立地しており、県警や町民の有志を主力とした和太鼓チームは市内屈指の実力と知名度がある。
大岳台町（おおたけだいまち）
大塔町と白岳町の境に位置する丘陵上に造成されたニュータウンを1979年、独立させた。すべて戸建でアパート・マンションがない。国道から離れた閑静な住宅地として人気があったが、反面、市街地に抜ける交通路が貧弱なことが難点。西九州自動車道の取付道路が開通したことで、交通量も増している。
沖新町（おきしんまち）
1983年、白岳町より独立。戦前に第二十一空廠用地として整備された更地に、佐世保工業高等専門学校や重工場が誘致され、長らく「白岳工業団地」と呼ばれていた。白岳町に向かうには、大和町の白岳大橋まで迂回しなければ行けなかったため、実際は白岳町との一体感はあまりない土地柄であった。町名は字沖新田による。
もみじが丘町（もみじがおかまち）
黒髪町と大塔町の境にあった旧米軍射撃演習場跡の丘陵地を開削して造成された。1994年独立。最新の公営団地として人気があり、マンモス化していた黒髪小学校の環境回復のために大塔小学校が新たに設置された。丘陵の下部が戸建、上部が高層アパートからなる。山祇へ抜ける道が開通したため、通過する車も多い。
ひうみ町（ひうみまち）
白岳町、大塔町、大岳台町、卸本町及び日宇町の各一部から2021年に独立。住宅団地「グランアヴェニールひうみ」の区域がからなる。町名の由来は日宇地区において、日宇川口から木場田原一帯が「干海」（ひうみ）と称されていた旨の、郷土史からの引用による。

## 交通

### バス
- 西肥バス兼させぼバス - 黒髪町に営業所がある。

### 鉄道
- JR九州佐世保線
  - 大塔駅-日宇駅

## 道路
- 国道35号
- 国道205号
- 西九州自動車道

## 施設

### 公共
- 佐世保市役所日宇支所
- 日宇地区公民館
- 中央消防署日宇出張所
- 佐世保中央病院
- 日宇郵便局
- 佐世保黒髪郵便局
- 佐世保大塔郵便局
- 佐世保卸団地簡易郵便局
- 佐世保大和簡易郵便局
- エコスパ佐世保
- 東部クリーンセンター

### 教育機関

#### 高等専門学校

##### 国立
- 佐世保工業高等専門学校

#### 高等学校
- 長崎県立佐世保南高等学校

#### 中学校
- 佐世保市立日宇中学校

#### 小学校
- 佐世保市立黒髪小学校
- 佐世保市立大塔小学校
- 佐世保市立日宇小学校

### 本社を置く企業
- ジャパネットたかた

### 商業
- エレナ大塔店
- コーナン佐世保店
- イオン大塔ショッピングセンター
- ベスト電器佐世保本店
- エディオン佐世保店
- マルキョウ黒髪店
- マックスバリュ白岳店
- ダイレックス佐世保店